# Otiocerus breviceps
Otiocerus breviceps är en insektsart som beskrevs av Fowler 1900. Otiocerus breviceps ingår i släktet Otiocerus och familjen Derbidae. Inga underarter finns listade i Catalogue of Life.